# Faramondo

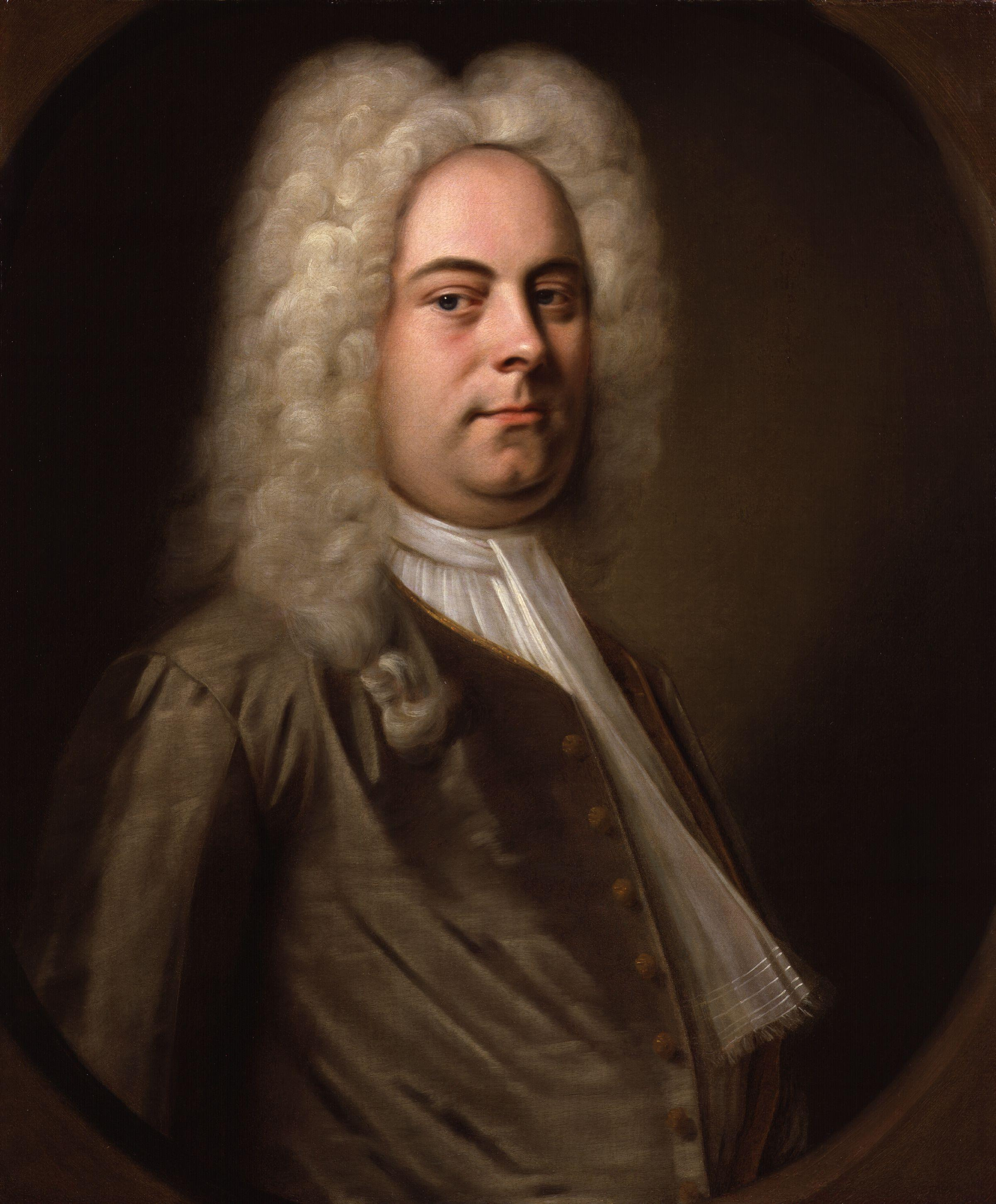
Georg Friedrich Händel

Faramondo (HWV 39) är en opera i tre akter med musik av Georg Friedrich Händel. Librettot  skrevs av Apostolo Zeno till Carlo Francesco Pollarolos opera med samma namn (1699). Handlingen rör sig kring den mytologiske saliske frankiske kungen Pharamond.

## Historia
Medan Händel arbetade med Faramondo avled drottning Caroline av Storbritannien i november 1737. Premiären framsköts till nyåret 1738. Faramondo var det enda libretto av Zeno som Händel tonsatte. Operan hade premiär den 3 januari 1738 på The Queen's Theatre, Haymarket, London (senare The King's Theatre) och spelades åtta gånger. 

## Personer
- Faramondo, Frankernas kung (mezzosoprankastrat)
- Clotilde, hans syster (sopran)
- Gustavo, Cimbrernas kung (bas)
- Rosimonda, hans dotter (mezzosopran)
- Adolfo, hans son (sopran)
- Gernando, Svebernas kung (kontraalt)
- Teobaldo, Cimbrernas härförare (bas)
- Childerico, hans påstådde son, Rosimondas förtrogne (sopran)

## Handling
Kung Gustavo svär en ed att hämnas sin döde son Sweno som Faramondo dödade. Gustavos dotter Rosimonda hotas av Faramondos soldater men räddas av Faramondo själv. De två upptäcker en gemensam attraktion trots alla politiska och familjära olikheter. Men även hans forne allierade Gernando älskar Rosimonda. Vidare visar det sig att både Gustavo och hans son Adolfo älskar Rosimondas syster Clotilde. Faramondo utsätts för två mordförsök. Vid det andra skyddas han av Rosimonda som sänder honom till sitt rum. Gustavos general Teobaldo försöker få tillträde och berättar att han är ute efter hämnd då Sweno egentligen var hans son. Faramondo räddar Gustavo från Gernando och Teobaldo, och erbjuder sitt eget liv för att få slut på striden. Gustavo blir imponerad men kan inte överge sitt krav på hämnd för Swenos skull. Gustavo ska just avrätta Faramondo då Teobaldos son Childerico avslöjar sanningen. Teobaldo erkänner att han bytte ut de båda sönerna så att hans egen son Sweno skulle överta tronen. Alla oförrätter förlåts och Faramondo förenas med Rosimonda.